# Piridazina
Piridazina é um composto orgânico heteroaromático com a fórmula molecular C4H4N2, algumas vezes chamado 1,2-diazina. Contém um anel de seis membros com dois átomos adjacentes de nitrogênio. É um líquido incolor com um ponto de ebulição de 208 °C.